# Saatse-museum
Het Saatse-museum is het streekmuseum van het Estse grensdorp Saatse. Het museum heeft twee expositieruimtes: één belicht de geschiedenis van het dorp, de andere gaat over de impact van de grensverschuivingen sinds het uiteenvallen van de Sovjet-Unie en de toetreding tot de Europese Unie op de lokale bevolking. Vanaf het museum begint een 800 meter lange natuurwandeling langs de grens met Rusland.
Het museum werd in 1974 opgericht door Viktor Veeber, de directeur van de lokale school. Tegenwoordig wordt het beheerd door de stichting Setomaa-musea.
Värska-boerderijmuseum · Generaal Reek-huis · Saatse-museum · Obinitsa-museum ·  Seto Tsäimaja